# Pitfall II: Lost Caverns
Pitfall II: Lost Caverns est un jeu vidéo de plates-formes développé et édité par Activision, sorti en 1984 sur borne d'arcade, Apple II, Atari 8-bits, Commodore 64, MSX, PC booter, TRS-80 CoCo, et ZX Spectrum, Atari 2600, Atari 5200, ColecoVision et SG-1000.

## Accueil
Pitfall II: Lost Caverns a été nommé meilleur jeu dans le Top 25 jeux Atari 2600 de Retro Gamer.